# 香港中國象棋裁判等級制度
香港中國象棋裁判等級制度香港象棋總會從２００７年９月１日起實行香港中國象棋裁判員等級制度以鼓勵象棋裁判員努力鑽研業務，不斷提高裁判水平，保証競賽裁判工作質量，

## 裁判等級制度
分香港中國象棋裁判員等級制度香港特級、一級、二級及三級裁判員，凡符合以下各項規定者，方可申請該項等級裁判員稱號。

### 香港特級裁判員
1. 具有十年以上裁判工作，其中從事全港性比賽裁判工作資歷不少於５年；
2. 精通全港性比賽竟賽規則，具較高的裁判理論水平及豐富的實踐經驗；
3. 具有組織全港性比賽之全面工作能力，能勝任全港性比賽之正裁判長職務；
4. 曾參加特級裁判訓練班並考核合格；
5. 具有訓練香港一級及以下各級裁判員之能力；
6. 任香港一級裁判員滿三年，並曾兩次擔任地區性比賽正副裁判長；
7. 須經香港象棋總會資格審查委員會審核通過。

### 香港一級裁判員
1. 熟練掌握和運用全港性比賽竟賽規則和裁判法；
2. 具有豐富的臨場執法經驗；
3. 曾參加一級裁判訓練班並考核合格；
4. 具有組織地區性比賽之全面工作能力，能勝任地區性比賽之正裁判長職務；
5. 具有訓練香港二級及以下各級裁判員之能力；
6. 任香港二級裁判員滿三年，並曾兩次擔任小型比賽正副裁判長（三十人以下參賽）；
7. 須經香港象棋總會資格審查委員會審核通過。

### 香港二級裁判員
1. 熟悉全港性比賽竟賽規則和裁判法；
2. 具有一定的臨場執法經驗；
3. 曾參加二級裁判訓練班並考核合格；
4. 任香港三級裁判員滿兩年，並曾兩次擔任全港性比賽裁判員；
5. 須經香港象棋總會資格審查委員會審核通過。

### 香港三級裁判員
1. 掌握和正確運用全港性比賽竟賽規則和裁判法；
2. 曾參加三級裁判訓練班並考核合格；
3. 須經香港象棋總會資格審查委員會審核通過。

## 裁判員管理

### 注冊
1. 各級裁判員必須每兩年進行註冊，填寫裁判員註冊及登記表，並按時交納註冊費（暫定為２００元正）。
2. 各級裁判員必須持有經過註冊的裁判員等級証，方能參加由香港象棋總會負責之比賽臨場執法工作。

### 獎懲
1. 各級棋賽的裁判長，須在裁判員個人總結的基礎上，寫出考核意見，定期舉辦優秀裁判員評選活動，並對優秀裁判員予以獎勵。
2. 對裁判員的處罰分為：警告，取消該次比賽裁判資格，停止裁判工作兩年，撤銷技術等級稱號並終身停止裁判工作。
3. 受到賽區處分的裁判員，由該次比賽的裁判長在該裁判員証書內註明。
4. 在賽區工作期間，不遵守賽區紀律或在臨場執法中出現漏判、錯判者，給予警告。
5. 凡在同一比賽中，受到兩次警告或在賽區酗酒滋事的裁判員，取消該次比賽裁判資格。
6. 凡在比賽中執法不公、有意偏袒一方、妨礙公正執法者，停止裁判工作兩年。
7. 凡行賄受賄，執法不公，或在重要比賽中，出現明顯錯判、漏判，造成惡劣影響者，給予撤銷技術等級稱號並終身#停止裁判工作的處分。

### 權利和義務
各級裁判員有以下權利：
1. 參加香港象棋總會負責之比賽臨場裁判工作；
2. 參加裁判員學習和培訓；
3. 監督本級裁判組織執行各項裁判員制度；
4. 接受象棋比賽主辦單位支付的勞動津貼；
5. 對於本項目裁判隊伍中的不良現象有檢舉權；
6. 對於本級裁判組織作出的技術處罰，有向上一級裁判主管部門申訴的權利。

各級裁判員應當承擔下列義務：
1. 培養和堅持良好職業道德，在競賽工作中公正執法；
2. 鑽研本項目規則和裁判法；
3. 培訓和指導下一級裁判員；
4. 承擔审批單位指派的裁判任務及擔任下一級象棋比賽裁判工作；
5. 配合裁判組織進行有關裁判員執法情況的調查。

## 外部連結
香港象棋總會 （页面存档备份，存于）